# Peyton Place (série télévisée)
Pour les articles homonymes, voir Peyton Place.
Peyton Place est un feuilleton télévisé de soirée (prime time serial) américain en 514 épisodes de 25 minutes et deux téléfilms de 90 minutes, créé par Paul Monash (en) d'après le roman homonyme de Grace Metalious, et diffusé entre le 15 septembre 1964 et le 2 juin 1969 sur le réseau ABC (à ne pas confondre avec le feuilleton quotidien d'après-midi — soap opera — Return to Peyton Place (en), diffusé quant à lui entre avril 1972 et janvier 1974 sur le réseau NBC).

## Diffusions en France
En France, la première partie de la saison 1 (les 31 premiers épisodes du feuilleton) fut diffusée du 13 septembre 1975 au 14 décembre 1975 sur TF1 (deux épisodes chaque samedi soir et les trois derniers un dimanche après-midi) ; la même chaîne française diffusa un montage d'épisodes de la saison 2 (dix fois vingt-cinq minutes en noir et blanc) du 12 mars 1977 au 9 avril 1977 et la première partie de la saison 3 (17 épisodes en couleurs) du 16 avril 1977 au 11 juin 1977 (deux épisodes chaque samedi soir, sauf le 7 mai pour cause d'Eurovision), ainsi qu'un montage (en trois fois une heure quinze) des épisodes 285 à 300 de la saison 3 du 26 novembre 1977 au 10 décembre 1977 (toujours le samedi soir). TF1 rediffusa tous ces épisodes — en tout 64 fois 25 minutes — pendant l'été suivant, du 31 juillet 1978 au 9 septembre 1978 (au rythme de deux épisodes par jour tous les après-midi). Enfin, ces mêmes 64 épisodes furent rediffusés ensuite sur Antenne 2, tous les matins du 23 décembre 1985 au 20 mars 1986.

## Synopsis
Les amours et les secrets d'une petite ville du Massachusetts, en Nouvelle-Angleterre.

## Distribution
- Ed Nelson : Dr Michael Rossi
- Barbara Parkins (VF : Claude Chantal) : Betty Anderson
- Warner Anderson : Matthew Swain
- Ryan O'Neal (VF : Richard Darbois) : Rodney Harrington (501 épisodes)
- Christopher Connelly : Norman Harrington (490 épisodes)
- Dorothy Malone (VF : Perrette Pradier) : Constance Mackenzie (430 épisodes, 1964-1968)
- Tim O'Connor : Elliot Carson (416 épisodes, 1964-1968)
- James Douglas (en) : Steven Cord (404 épisodes)
- Patricia Morrow (en) : Rita Jacks Harrington (378 épisodes)
- Mia Farrow : Allison Mackenzie (263 épisodes, 1964-1966)
- Paul Langton : Leslie Harrington (219 épisodes, 1964-1968)
- Frank Ferguson : Eli Carson (179 épisodes)
- George Macready : Martin Peyton (166 épisodes, 1965-1968)
- Kasey Rogers : Julie Anderson (103 épisodes, 1964-1968)
- Ruth Warrick : Hannah Cord (88 épisodes, 1965-1969)
- Erin O'Brien-Moore : Infirmière Esther Choate (81 épisodes, 1965-1969)
- Lana Wood : Sandy Webber (80 épisodes, 1966-1968)
- Barbara Rush : Marsha Russell (75 épisodes, 1968-1969)
- John Kerr : District Attorney John Fowler (75 épisodes, 1965-1966)
- Leigh Taylor-Young : Rachel Welles (71 épisodes, 1966-1967)
- Lee Grant : Stella Chernak (70 épisodes, 1965-1966)
- Dan Duryea : Eddie Jacks (60 épisodes, 1967-1968)
- John Kellogg : Jack Chandler (45 épisodes, 1966-1967)
- Rose Hobart : Mary (40 épisodes, 1966-1969)
- Gena Rowlands : Adrienne Van Leyden (39 épisodes, 1967)
- Henry Beckman : George Anderson (34 épisodes, 1964-1965)
- Patricia Breslin : Laura Brooks (30 épisodes, 1964-1965)
- Leslie Nielsen : Vincent Markham (18 épisodes, 1965)
- Jon Lormer : le juge Irwin A. Chester (18 épisodes, 1966-1968)

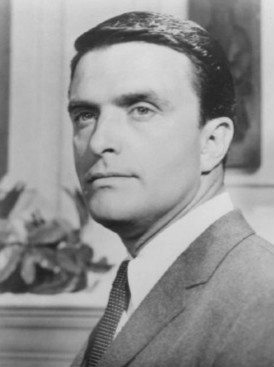
Ed Nelson (Dr Michael Rossi)
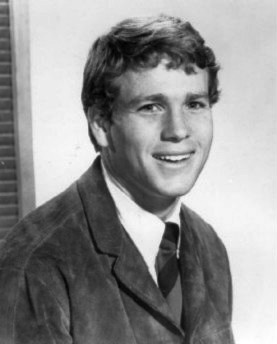
Ryan O'Neal (Rodney Harrington)
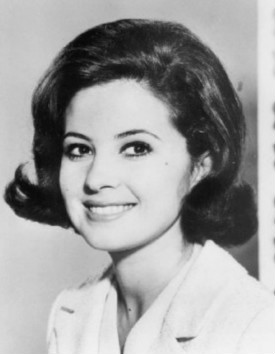
Barbara Parkins (Betty Anderson)
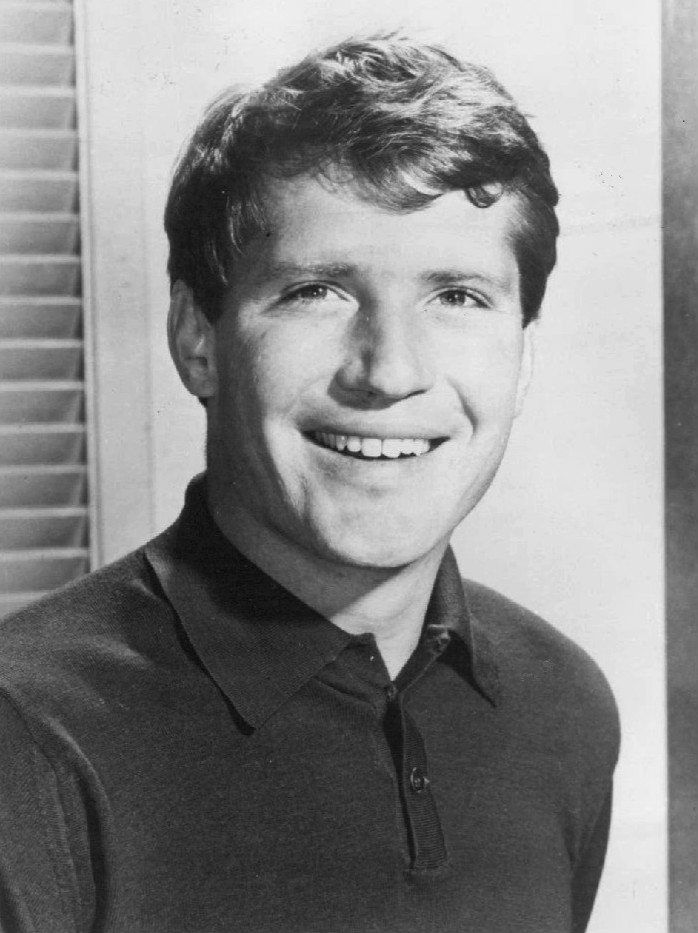
Christopher Connelly (Norman Harrington)
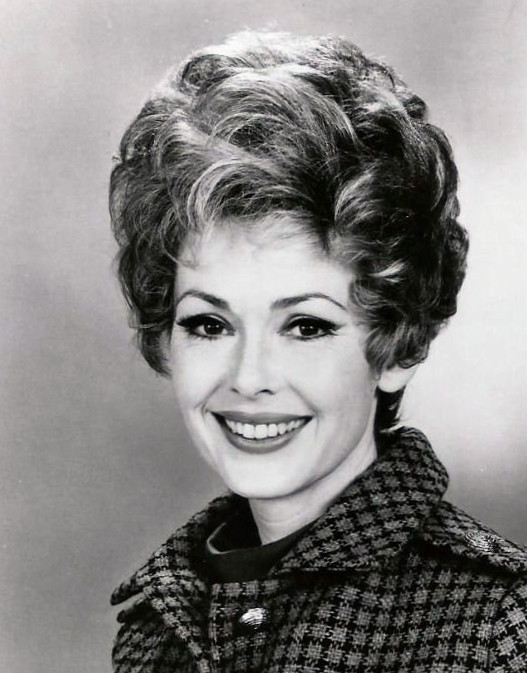
Barbara Rush (Marsha Russell)
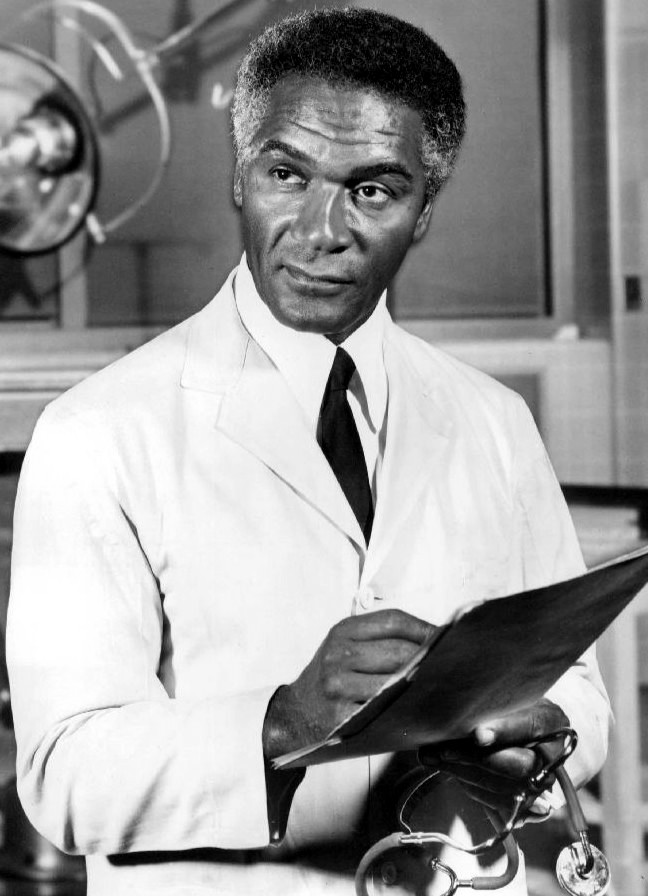
Percy Rodriguez (Dr Harry Miles)
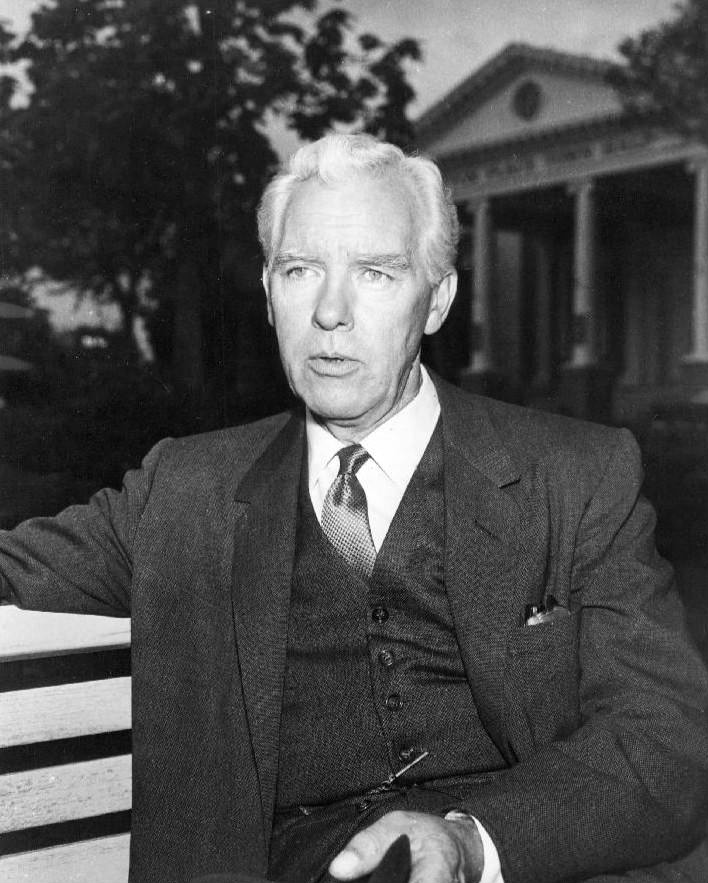
Warner Anderson (Matthew Swain)

## Téléfilms
- 1977 : Murder in Peyton Place (en)
- 1985 : Peyton Place: The Next Generation (en)

## Commentaires
Peyton Place fut le premier feuilleton télévisé de soirée (prime time serial) de la télévision américaine et il eut un immense succès.
Cependant, la grande époque des feuilletons de soirée aux États-Unis sera les années 1980, avec Dallas (1978-1991), Côte Ouest (1979-1993), Dynastie (1981-1989) et Falcon Crest (1981-1990), ou encore Flamingo Road.
Les romans Les Plaisirs de l'enfer et Les Nouveaux Plaisirs de l'enfer (Retour à Peyton Place) (en) de Grace Metalious furent précédemment adaptés pour le grand écran : le premier en 1957 sous le titre Les Plaisirs de l'enfer (Peyton Place) et le second en 1961 sous le titre Les lauriers sont coupés (Return to Peyton Place).

## Distinction
- Primetime Emmy Awards 1966 : meilleure actrice dans un second rôle pour Lee Grant